# Cebreros
Cebreros är en kommun i Spanien. Den ligger i provinsen Provincia de Ávila och regionen Kastilien och Leon, i den centrala delen av landet, 60 km väster om huvudstaden Madrid. Antalet invånare är 3 478.